# Granice (Biecz)
Granice – peryferyjna, słabo zaludniona część miasta Biecz, położona na północy miasta, między ulicami Binarowską a Przedmieściem Górnym.
Dawniej była to południowa część wsi Granice.